# Liste der Kulturgüter in Schmitten FR
Die Liste der Kulturgüter in Schmitten FR enthält alle Objekte in Schmitten im Kanton Freiburg, die gemäss der Haager Konvention zum Schutz von Kulturgut bei bewaffneten Konflikten, dem Bundesgesetz vom 20. Juni 2014 über den Schutz der Kulturgüter bei bewaffneten Konflikten sowie der Verordnung vom 29. Oktober 2014 über den Schutz der Kulturgüter bei bewaffneten Konflikten unter Schutz stehen.
Objekte der Kategorien A und B sind vollständig in der Liste enthalten, Objekte der Kategorie C fehlen zurzeit (Stand: 1. Januar 2023). Unter Übrige Baudenkmäler sind zusätzliche geschützte Objekte zu finden, die im Planungs- und Baureglement der Gemeinde aufgeführt und nicht bereits in der Liste der Kulturgüter enthalten sind.

## Kulturgüter
| Foto | | Objekt                                                                                    | Kat. | Typ | Standort                         | Beschreibung |
| ---- | --- | ----------------------------------------------------------------------------------------- | ---- | --- | -------------------------------- | ------------ |
| ja   | Datei hochladen · Wikidata zu Bauernhaus des Wirtes Wilhelm Vonlanthen (Q29479238)                                   | Bauernhaus des Wirtes Wilhelm Vonlanthen KGS-Nr.: 02309                                   | A    | G   | Bahnhofstrasse 1 585481 / 189449 |              |
| ja   | Datei hochladen · Wikidata zu Pfarrkirche Kreuzauffindung (Q29479241)                                                | Pfarrkirche Kreuzauffindung KGS-Nr.: 02311                                                | A    | G   | Gwattstrasse 1 585550 / 189473   |              |
| BW   | Datei hochladen · Wikidata zu Speicher (Q29698075)                                                                   | Speicher KGS-Nr.: 02310                                                                   | B    | G   | Friesenstrasse 3 585608 / 190031 |              |
| BW   | Datei hochladen · Wikidata zu Bauernhaus von Guillaume d'Affry, dann Michel Guillebeau de la Guillotière (Q29698057) | Bauernhaus von Guillaume d’Affry, dann Michel Guillebeau de la Guillotière KGS-Nr.: 13322 | B    | G   | Bunziwil 2 586598 / 188945       |              |

## Übrige Baudenkmäler
| ID | Foto |                 | Objekt                           | Typ | Standort                            | Beschreibung |
| -- | ---- | --------------- | -------------------------------- | --- | ----------------------------------- | ------------ |
| 2  | BW   | Datei hochladen | Landsitz des Philipp von Raemy   | G   | Bahnhofstrasse 23 585517 / 189732   |              |
| 4  | BW   | Datei hochladen | Lourdeskapelle                   | G   | Berg 143 584671 / 188859            |              |
| 5  | BW   | Datei hochladen | Bauernhaus                       | G   | Bunziwil 1 586619 / 189005          |              |
| 7  | BW   | Datei hochladen | Speicher                         | G   | Burg 586965 / 188225                |              |
| 8  | BW   | Datei hochladen | Landsitz Wuilleret / Python      | G   | Fillistorf 9 584001 / 190331        |              |
| 9  | BW   | Datei hochladen | Speicher                         | G   | Fillistorf 9A 583998 / 190298       |              |
| 10 | BW   | Datei hochladen | Scheune                          | G   | Fillistorf 10A 583959 / 190255      |              |
| 11 | BW   | Datei hochladen | Pächterhaus                      | G   | Fillistorf 10 584009 / 190263       |              |
| 13 | BW   | Datei hochladen | Wohnhaus                         | G   | Fillistorf 11 583901 / 190278       |              |
| 14 | BW   | Datei hochladen | Speicher                         | G   | Fillistorf 13 583919 / 190313       |              |
| 16 | BW   | Datei hochladen | Bauernhaus                       | G   | Friesenstrasse 5 585576 / 190055    |              |
| 18 | BW   | Datei hochladen | Scheune                          | G   | Hohe Zelg 1B 584260 / 187028        |              |
| 19 | BW   | Datei hochladen | Landsitz des Pierre-Nicolas Odet | G   | Hohe Zelg 2 584212 / 187007         |              |
| 20 | BW   | Datei hochladen | Speicher                         | G   | Lanthen 24A 585907 / 188441         |              |
| 21 | BW   | Datei hochladen | Bauernhaus                       | G   | Lanthen 29 585918 / 188478          |              |
| 22 | BW   | Datei hochladen | Bauernhaus                       | G   | Lanthen 25 585898 / 188477          |              |
| 23 | BW   | Datei hochladen | Speicher                         | G   | Lanthen 120C 585799 / 188238        |              |
| 24 | BW   | Datei hochladen | Wirtshaus zum Sternen            | G   | Mülital 1 587133 / 190060           |              |
| 25 | BW   | Datei hochladen | Scheune                          | G   | Mülital 2 587172 / 190087           |              |
| 26 | BW   | Datei hochladen | Marienkapelle                    | G   | Mülital 3 587060 / 190256           |              |
| 28 | BW   | Datei hochladen | Marienkapelle                    | G   | Ober Tützenberg 6 585290 / 186663   |              |
| 29 | BW   | Datei hochladen | Bauernhaus                       | G   | Ried 10 583812 / 187877             |              |
| 30 | BW   | Datei hochladen | Bauernhaus des Jakob Waeber      | G   | Unterdorfstrasse 31 585296 / 189807 |              |
| 31 | BW   | Datei hochladen | Speicher                         | G   | Unterdorfstrasse 33 585364 / 189789 |              |
| 32 | BW   | Datei hochladen | Speicher                         | G   | Vetterwil 2C 584419 / 187590        |              |
| 33 | BW   | Datei hochladen | Bauernhaus                       | G   | Vetterwil 2 584419 / 187583         |              |
| 34 | BW   | Datei hochladen | Landsitz Vonderweid              | G   | Wyler 2 584884 / 187034             |              |
| 35 | BW   | Datei hochladen | Wohnhaus des Jakob Buchmann      | G   | Vetterwil 3 584470 / 187552         |              |
|    |      | Datei hochladen | Wegkreuz                         | K   | Bagerstrasse                        |              |
|    | BW   | Datei hochladen | Wegkreuz                         | K   | Berg 584315 / 188431                |              |
|    |      | Datei hochladen | Wegkreuz                         | K   | Lanthen                             |              |
|    |      | Datei hochladen | Wegkreuz                         | K   | Ober Tützenberg                     |              |
|    |      | Datei hochladen | Wegkreuz                         | K   | Ried                                |              |
|    | BW   | Datei hochladen | Wirtshausschild                  | K   | Mülital 1 587133 / 190060           |              |
|    |      | Datei hochladen | Familiengruft Müller             | G   | Gwattstrasse                        |              |

Legende: Siehe Legende der Liste der Kulturgüter von nationaler und regionaler Bedeutung. Anstelle der KGS-Nummer wird als Objekt-Identifikator (ID) die Inventarnummer im Planungs- und Baureglement der Gemeinde verwendet.